# سفر با دختر بابا
سفر دختر بابا (به انگلیسی: Daddy Daughter Trip) یک فیلم کمدی آمریکایی محصول سال ۲۰۲۲ به کارگردانی و بازی راب اشنایدر و نویسندگی جیمی لیسو و پاتریشیا مایا اشنایدر است. بقیه بازیگران متشکل از مونیکا هوارته، میگل آنخل مونیوز، جکی سندلر، جان کلیز و با معرفی میراندا اشنایدر و گاوین گوئررو در اولین فیلم خود.

## داستان
یک مرد (راب اشنایدر) و دخترش (میراندا اشنایدر) را به یک سفر جاده‌ای تعطیلات بهار می‌برد، زیرا آنها در طول مسیر با ماجراجویی‌های مختلفی روبرو می‌شوند.

## تولید
این فیلم در آریزونا فیلمبرداری شده‌است. در ژوئیه ۲۰۲۱ اعلام شد که فیلمبرداری به پایان رسیده‌است.

## انتشار
این فیلم اولین نمایش جهانی خود را در کمل‌ویو در میدان مد در اسکاتس‌دیل، آریزونا در ۲۷ سپتامبر ۲۰۲۲ داشت.

## بازخوردها
بیل گودی کونتز از آریزونا ریپابلیک به این فیلم یک ستاره و نیم اعطا کرد و نوشت: اغلب شوخی‌ها به جایی نمی‌رسند. کمدی فیزیکی هم همین‌طور. داستان واقعاً قابل اجرا نیست. واضح است که اشنایدر و دخترش هر کدام را دوست دارند، و این فیلم راهی برای بیان آن است. اما باید از بقیه بخواهیم آن را تماشا کنیم.